# Ткачик замбійський
Тка́чик замбійський (Ploceus temporalis) — вид горобцеподібних птахів ткачикових (Ploceidae). Мешкає в Центральній Африці.

## Опис
Довжина птаха становить 15 см, вага 34-37 г. У самців під час сезону розмноження лоб і тім'я золотисто-жовті, потилиця, верхня частина тіла і хвіст оливково-зелені. На обличчі оливково-коричнева "маска", на горлі оливково-коричнева пляма, очі білуваті. У самиць очі карі, на обличчі оливково-зелені плями.

## Поширення і екологія
Замбійські ткачики мешкають в центральній і східній Анголі, на півдні Демократичної Республіки Конго та на заході Замбії. Вони живуть на луках, зокрема на заплавних, а також на болотах. Живляться переважно комахами. Замбійські ткачики є полігамними, на одного самця припадає кілька самиць. Вони гніздяться колоніями.